# 戰國無雙4
《战国无双4》是一款由光荣特库摩旗下的Omega Force品牌開發，光荣特库摩所發行的砍杀游戏。本作在2012年證實基於PlayStation 3平台上開發，直至2013年9月9日的SCEJA新聞發布會上正式宣布以此與PlayStation Vita一同對應。該作是《战国无双3》續作以及《战国无双系列》的第四作，亦是系列十周年紀念之作，對應PlayStation 3、PlayStation 4和PlayStation Vita的三款平台。本作在日本於2014年3月20日發售，續作戰國無雙4-II於2015年2月11日發售。

## 遊戲概要
本作類似於同款系列遊戲《戰國無雙 編年史》，將會設有角色轉換功能，玩家能選擇兩名角色在遊戲裡戰鬥。本作還新增兩個動作，“神速”和“無雙極意”。“神速”在对付大量敌军杂兵时颇为有效，但是该技能对军官及以上级别敌军无效，通常会偏斜或干脆被免疫。“無雙極意”是人物能力強化狀態，提升了攻击力，消耗精神值，此狀態下施放無雙能使出無双奥義・皆傳。本作还增加了殺陣狀態，当玩家控制的角色在某些特定条件下遭遇敌军军官时触发。创造武将仍然保留，玩家可以自定义自己的武将。

## 新增角色
| 人物名稱     | 聲優     | 備註           |
| 真田信之     | 小野大輔 | 4代新增角色    |
| 大谷吉繼     | 日野聰   | 4代新增角色    |
| 松永久秀     | 石井康嗣 | 4代新增角色    |
| 片倉小十郎   | 竹內良太 | 4代新增角色    |
| 島津豐久     | 宮坂俊藏 | 4代新增角色    |
| 小早川隆景   | 岡本寬志 | 4代新增角色    |
| 小少將       | 白石涼子 | 4代新增角色    |
| 上杉景勝     | 竹內良太 | 4代新增角色    |
| 早川殿       | 佐藤聰美 | 4代新增角色    |
| 石川五右衛門 | 江川央生 | 4代復出角色    |
| 宮本武藏     | 金子英彥 | 4代復出角色    |
| 佐佐木小次郎 | 上田祐司 | 4代復出角色    |
| 井伊直政     | 小西克幸 | 4代-II新增角色 |

## 無雙演武

### 「4」
「4」的無雙演武做成類似真三國無雙7的國傳模式，使用該勢力的武將暢遊故事，有分為「地方篇」及「天下統一篇」，地方篇故事最後都會連貫到「天下統一篇」。
地方篇
| 章節名稱 | 主角氏族   | 重要人物                     |
| 織田之章 | 織田氏     | 織田信長、明智光秀、松永久秀 |
| 德川之章 | 德川氏     | 德川家康、本多忠勝、稻姬     |
| 近畿之章 | 淺井氏     | 淺井長政、藤堂高虎、大谷吉繼 |
| 武田之章 | 武田氏     | 武田信玄、真田信之、真田幸村 |
| 上杉之章 | 上杉氏     | 上杉謙信、上杉景勝、綾御前   |
| 關東之章 | 後北條氏   | 北條氏康、早川殿、甲斐姬     |
| 東北之章 | 伊達氏     | 伊達政宗、片倉小十郎         |
| 中國之章 | 毛利氏     | 毛利元就、小早川隆景         |
| 四國之章 | 長宗我部氏 | 長宗我部元親、小少將         |
| 九州之章 | 島津氏     | 島津義弘、島津豐久           |

天下統一篇
| 章節名稱     | 主角氏族      | 重要人物                     |
| 天下統一之章 | 豐臣氏→德川氏 | 豐臣秀吉、石田三成、德川家康 |
| 真田之章     | 真田氏        | 真田信之、真田幸村           |

### 「4-II」
「4-II」的無雙演武回歸舊作的個人傳模式，但僅有部分人物，有分為「4代新角篇」及「人氣舊角篇」。並且只有4-II，才有桌機電腦的版本。
4代新角篇
| 章節名稱 | 主角人物   | 重要配角                             |
| 新星之章 | 井伊直政   | 本多忠勝、井伊直虎、德川家康         |
| 羈絆之章 | 真田信之   | 稻姬、真田幸村                       |
| 反叛之章 | 松永久秀   | 織田信長、濃姬、明智光秀、柳生宗矩   |
| 情愛之章 | 小少將     | 雜賀孫市、加西亞、長宗我部元親       |
| 勁敵之章 | 島津豐久   | 島津義弘、井伊直政                   |
| 主從之章 | 片倉小十郎 | 伊達政宗、雜賀孫市                   |
| 大樹之章 | 上杉景勝   | 直江兼續、綾御前、石田三成、真田幸村 |
| 賢者之章 | 小早川隆景 | 毛利元就、黑田官兵衛、竹中半兵衛     |
| 約定之章 | 早川殿     | 甲斐姬、北條氏康、風魔小太郎         |
| 盟友之章 | 大谷吉繼   | 石田三成、島左近                     |

人氣舊角篇
| 章節名稱     | 主角人物 | 重要配角                             | 初次登場      |
| 理想之章     | 石田三成 | 島左近、大谷吉繼、加藤清正、福島正則 | 「2」         |
| 忠節之章     | 藤堂高虎 | 阿市、大谷吉繼、淺井長政             | 「編年史2nd」 |
| 百花繚亂之章 | 加西亞   | 井伊直虎、小少將                     | 「2猛將傳」   |

## 動畫版
最初於遊戲特典版附贈的特別版外，於2015年1月11日起也播放電視動畫版，特別版名稱為「戰國無雙SP 真田之章」，劇情以第一次上田城之戰為主，電視動畫版則以小田原征伐為起端，接續特別版的劇情。

### 特別版「戰國無雙SP 真田之章」登場角色
- 真田幸村：草尾毅
- 真田信之：小野大輔
- 石田三成：竹本英史
- 直江兼續：高塚正也
- 女忍者：永島由子
- 德川家康：中田讓治
- 本多忠勝：大塚明夫
- 稻姬：大本真基子
- 上杉景勝：竹內良太
- 織田信長：小杉十郎太

純登場無配音者：
- 明智光秀
- 丰臣秀吉

### 電視動畫版「戰國無雙」登場角色
- 真田幸村：草尾毅
- 真田信之：小野大輔
- 石田三成：竹本英史
- 直江兼續：高塚正也
- 女忍者：永島由子
- 稻姬：大本真基子
- 大谷吉繼：日野聰
- 藤堂高虎：松風雅也
- 島左近：山田真一
- 加藤清正：杉田智和
- 福島正則：藤本たかひろ
- 井伊直政：小西克幸
- 上杉景勝：竹內良太
- 寧寧：山崎和佳奈
- 伊達政宗：檜山修之
- 片倉小十郎：竹內良太
- 北條氏康：石塚運昇
- 甲斐姬：鈴木真仁
- 早川殿：佐藤聰美
- 風魔小太郎：檜山修之
- 前田慶次：上田祐司
- 豐臣秀吉：石川英郎
- 本多忠勝：大塚明夫
- 德川家康：中田讓治

純登場無配音者：
- 前田利家
- 黑田官兵衛(附錄)
- 竹中半兵衛(附錄)
- 長宗我部元親(附錄)

動畫中提升为重要配角的角色：
- 月丸：永島由子
- 豐臣秀賴：小野賢章
- 德川秀忠：海老名翔太

回想角色：
- 武田信玄：大友龍三郎
- 上杉謙信
- 織田信長

### 各話列表
| 話數     | 日文標題     | 中文標題   | 劇本       | 分鏡            | 演出            | 作畫監督                                                                                 | 動作作畫監督      | 總作畫監督 |
| -------- | ------------ | ---------- | ---------- | --------------- | --------------- | ---------------------------------------------------------------------------------------- | ----------------- | ---------- |
| SP       | 真田の章     | 真田之章   | 山田由香   | 於地紘仁 片貝慎 | 於地紘仁 片貝慎 | 一居一平、鈴木彩乃、湖川友謙 松下純子、西田美彌子、田中彩 鈴木春香、臼田美夫、青木真理子 | 湖川友謙 關崎高明 | 不適用     |
| 第一話   | 天下一の桜   | 天下第一櫻 | 山田由香   | 於地紘仁        | 片貝慎          | 根津隣行                                                                                 | 不適用            | つなきあき |
| 第二話   | 犬伏の別れ   | 犬伏之別   | 山田由香   | 吉村文宏        | 浅利藤彰        | 齊藤圭太                                                                                 | 不適用            | つなきあき |
| 第三話   | 上田城の嵐   | 上田城風暴 | 富岡淳廣   | 西田正義        | 三家本泰美      | 清水惠藏、joo hyun woo seo jung duck、shin min sedo                                      | 千葉茂            | つなきあき |
| 第四話   | 関ヶ原の落日 | 關原的落日 | 富岡淳廣   | きみやしげる    | きみやしげる    | 一居一平、關崎高明、臼田義夫 瀧吾朗、鈴木彩乃、松下純子                                  | 不適用            | つなきあき |
| 第五話   | 命の行先     | 命的目的地 | 宇恩寺稚子 | 吉村文宏        | 又野弘道        | 青木一紀                                                                                 | 不適用            | つなきあき |
| 第六話   | 心の檻       | 心之牢籠   | 山田由香   | 鈴木卓夫        | 片山みゆき      | 片山みゆき                                                                               | 不適用            | つなきあき |
| 第七話   | 紅蓮の刃     | 紅蓮之刃   | 富岡淳廣   | 西田正義        | 西田正義        | 西田正義                                                                                 | 不適用            | 不適用     |
| 第八話   | 帰らずの道   | 不歸之路   | 宇恩寺稚子 | ありえゆうき    | 片貝慎          | 松下純子、鈴木彩乃 關崎高明、一居一平 LEE BOO NEE、SEO SUN YEONG                         | 不適用            | つなきあき |
| 第九話   | 大坂の風     | 大坂之風   | 山田由香   | 鈴木卓夫        | 浅利藤彰        | 齊藤圭太                                                                                 | 不適用            | 不適用     |
| 第十話   | 無双の砦     | 無雙之砦   | 富岡淳廣   | 片貝慎          | きみやしげる    | Lim Choedeok、Lee BooHee Seo Sunyeong、Lee Seokin                                        | 不適用            | つなきあき |
| 第十一話 | 孤高の城     | 孤高之城   | 宇恩寺稚子 | 吉村文宏        | 又野弘道        | 根津隣行                                                                                 | 不適用            | 不適用     |
| 第十二話 | 日本一の兵   | 日本第一兵 | 宇恩寺稚子 | 吉村文宏        | 片貝慎          | 野田智弘、鈴木彩乃、松下純子 藤岡真紀、安田京弘、千葉茂 Lee BooHee、Seo Sunyeong         | 關崎高明          | つなきあき |